# 后子鍼
后子鍼（音钳，?—?），字伯车，秦桓公子，秦景公母弟。
伯车得桓公宠，怕被景公诛杀，鲁昭公元年（前541年）后子鍼投奔晋国，车重千乘。
晋平公说：“您這麼富裕，何必逃亡呢？”后子鍼回答：“秦國君主无道，我怕被殺，要等到他後代即位，我才回秦。”晉平公封之於裴（今山西聞喜一帶），後人裴氏，裴姓尊為始祖。
周景王八年（前537年），秦景公去世，子秦畢公继位，后子鍼回到秦国。